# Polar (2019)
Polar ist ein US-amerikanisch-deutscher Actionfilm aus dem Jahr 2019. Regie führte Jonas Åkerlund, das Drehbuch stammt von Jayson Rothwell. Der Film ist eine Adaption der gleichnamigen Graphic-Novel-Reihe des spanischen Comic-Künstlers Victor Santos. In den Hauptrollen sind Mads Mikkelsen, Vanessa Hudgens, Katheryn Winnick und Matt Lucas zu sehen. Die Premiere fand am 25. Januar 2019 auf Netflix statt.

## Handlung
Duncan Vizla, genannt „Black Kaiser“, ist Auftragskiller und Agent für eine Organisation, die sich „Damokles“ nennt. Zu seinem 50. Geburtstag muss er sich zur Ruhe setzen, so verlangen es die Regeln. Er soll acht Millionen Dollar bekommen, sofern er nicht vorher stirbt. Also verzieht er sich zwei Wochen vor dem Stichtag ins winterliche Montana, um seine Ruhe zu haben.
Wenige Tage vor seinem runden Geburtstag bekommt Duncan noch einen Auftrag, den er nur widerwillig annimmt, und erfährt, dass dieser Auftrag eine Falle für ihn ist: Die Firma „Damokles“ hat Geldsorgen und braucht das Geld ihrer Mitarbeiter aus dem Pensionsfonds, damit die Firma weiterverkauft werden kann. „Blut“, wie sich der Chef des Unternehmens nennt, garantiert den zukünftigen Inhabern, dass niemand den Pensionsfonds in Anspruch nehmen wird, weil alle hierfür in Frage kommenden Agenten sterben sollen. Auf Duncan wird das „A-Team“ angesetzt, eine Gruppe von jüngeren und besonders skrupellosen Killern. Die Suche bleibt allerdings anfangs ohne Erfolg.
Mit der Zeit lernt Duncan in der Einsamkeit von Montana seine Nachbarin Camille kennen, die in einem Haus mehrere hundert Meter neben seinem wohnt. Sie ist sehr unsicher, zurückhaltend und schreckhaft. Er gibt sich als mobiler Bestatter aus, der viel herumgekommen sei. Camille erzählt ihm, sie sei im Alter von 13 Jahren missbraucht worden.
Nach einer gewissen Zeit findet das Team von „Damokles“ Duncan in Montana und stellt ihm mit der hübschen Sindy eine Falle. Er kann dem Team jedoch im Kampf Paroli bieten und findet heraus, dass ein Teammitglied Camille entführt hat. Von einem alten Kollegen, Porter, erfährt Duncan, dass „Blut“ hinter den Anschlägen auf sein Leben steckt. Doch wird er von Porter betäubt, bevor er sich auf den Weg machen kann. Duncan wacht im Folterkeller von „Blut“ auf und wird in den letzten Tagen vor seinem Geburtstag von ihm grausam und quälend langsam gefoltert. Am dritten Tag, dem Tag unmittelbar vor seinem Geburtstag, kann er sich aus seinen Fesseln befreien und sich gegen seine Bewacher behaupten. Er kämpft sich mühsam, von der Folter sichtlich gezeichnet, durch das Haus hinaus in die Freiheit, ohne jedoch Camille mitnehmen zu können.
Mithilfe einer Freundin kann er soweit genesen, dass er schließlich zu „Blut“ zurückkehren kann, um Camille zu befreien. Als auch sie wieder bei Kräften ist, stellt sich heraus, dass Camille als Kind einen Anschlag von Duncan überlebt hat, der eigentlich ihrem Vater galt. Duncan, der sich schuldig fühlte, hat seitdem heimlich mehrere hunderttausend Dollar für Camille aufgebracht. Bei der Zurückverfolgung des Geldes kam sie so auf ihn. Da sie es nicht fertigbringt, ihn zu töten, schmieden sie den Plan, gemeinsam den eigentlichen Hintermann des Auftrags von damals zu finden.

## Produktion
Drehstart war am 23. Februar 2018 im kanadischen Toronto. Der Soundtrack wurde von Deadmau5 produziert. Am 8. Januar 2019 wurde der Trailer veröffentlicht, der sein Stück Drama Free feat. Lights beinhaltete und in dem Netflix den 25. Januar 2019 als Erscheinungsdatum nannte.